# ポケモン不思議のダンジョン マグナゲートと∞迷宮
- ポケットモンスター > ポケモン不思議のダンジョンシリーズ > ポケモン不思議のダンジョン マグナゲートと∞迷宮
- 不思議のダンジョンシリーズ > ポケモン不思議のダンジョンシリーズ > ポケモン不思議のダンジョン マグナゲートと∞迷宮

『ポケモン不思議のダンジョン マグナゲートと∞迷宮』 （ポケモンふしぎのダンジョン マグナゲートとむげんだいめいきゅう）は、2012年11月23日に発売されたニンテンドー3DS用ダンジョンRPG。アメリカでは2013年3月24日、ヨーロッパでは2013年5月17日に発売。『空の探検隊』や『冒険団』シリーズの後に発売された『ポケットモンスター ブラック・ホワイト』で新たに登場したポケモンの多くが加わった。ゲーム中のサウンドは、『空の探検隊』に続きノイジークロークが担当した。

## 概要
ポケモンたちが主役のダンジョンRPG「ポケモン不思議のダンジョン」シリーズの第4作で、本作から開発元がスパイク・チュンソフトに変更された。
人間だったはずの主人公がポケモンになり、パートナーや仲間のポケモンたちと共に、その時々で姿を変える「不思議のダンジョン」を冒険する。
本編第5世代の後期に発売された作品であるため、この当時のポケモンの総数が649種である。それにもかかわらず、登場ポケモンはBWを中心にわずか153種と少ない。
なお、主人公として選べるのはピカチュウ・キバゴとイッシュ御三家の5種類。性別設定できるのはパートナーのみで、前作の性格判断も削除されている。
ハードを3DSに移行したため3DSの機能を使用した新機軸が多数存在する。例えば、グラフィック性能が大きく進化したため、ドット絵から3Dポリゴングラフィックで描かれるようになった。フェイスイラストに加え、ポリゴンキャラのモーションによってポケモンたちの感情表現が豊かになっている。
また、すれ違い通信機能を使用した「ともだちきゅうじょ」システムや、3DSのカメラを使用し丸い物を撮影するとマグナゲートが出現するシステムも新要素である。

## 前作までとの違い
- ダンジョン内部において、仲間の行動順が一部変更されている。
- 「はれ」以外のすべての天候においてHPが自然回復しなくなった。
- 依頼が一つずつしか受けられなくなった。
- 「連れ行く」や「目的の道具を渡す」といった依頼がなくなった。
- 「タマゴ」をもらう依頼がなくなった。
- 不思議なメールがあっていれば、道具をそのまま受け取る形となった。
- 「そっくりどうぐ」は登場しない
- グミが登場しない。

## 新機能
あずかりボックス
道具とお金「ポケ」が預けるボックス。なお、道具と「たからばこ」は区別される。パラダイスの施設を作る材料の数などを確認することができないが、集めた材料の数を確認することができる。
DLCダンジョン
メニュー画面から、DLCダンジョンを選ぶと購入できる。
不思議度
ストーリーをクリアした後、ダンジョンと依頼に付与される1から5のパラメータ。値が高いほど「特性が使用不可」「敵ポケモンの鈍足化」など様々な現象が起きやすくなる。
迷いこみ
別のダンジョンに飛ばされる現象のことで、不思議度が高いと迷いこみやすくなる。階数がわからなくなる仕様になっている。
マス目の無いフロア
敵のポケモンがいて、リーダーや仲間が敵のポケモンに触れるとフロアのマス目が必ず表示され、バトルが始まる。バトルが終わると、「バトルに制した」と、かならず表示され、マス目が無くなる。なお、一回目のでこぼこ山のマス目の無いダンジョンには敵ポケモンがいない。
仲間モード
自分のモードを一時中断して、仲間たちから一匹リーダーを決めるモード。自分がパラダイスにいるならば、自分も選べる。なお、宿場町はいけない。終了時に、自動的にお金と道具がすべて預かりボックスに入る。
経験値の共有
冒険を進めていくと、ダンジョンに連れて行っていないポケモンも経験値が入る。仲間モードも有効である。なお、レベル5制限ダンジョンは除外になる。
わざの成長
これについては後述するシステムの「わざ」を。
残り残量表示
3DSの残り残量が少なくなると、どこにいてても表示される。
ふしぎだまの使用
ふしぎだまは、ダンジョンだけでなくボス戦にも使用できるようになった。
みんなでアタック
ダンジョン内でしばらくするとポケモン達の心の波動が揃い、「みんなでアタック」というものが使える。範囲は、フロア全体。ボス戦でも使えるが、「みんなでアタック」が使える状態でボス戦に行っても、リセットされてすぐに使えない。発動方法は、Lボタンを押して下画面をタッチする。
技ではないが、どんなタイプのポケモンでも大ダメージを受ける。

## システム

### ポケモンパラダイス
主人公たちの生活の拠点となる地。「パラダイスセンター」では必要となる一通りの施設が置かれる。また、『空の探検隊』においてギルドやカフェにあった一部の施設も設置可能な施設として登場する。

### わざ
攻撃わざにおいては、わざを使うことで成長し、わざの成長に伴って威力とPPと命中率(元々必中技以外)が増えていく。なお、Ｖルーレットで当たっているタイプの場合、技の成長具合が早くなる。わざの成長度合いは仲間全員で共用される。増えかたは、技を使うたびにⅠ(1)、Ⅱ(2)と増えていく。表示のされ方は、技の成長具合 技名 となる。技の成長具合がⅧ(8)の技を成長させると星マーク(★)がつき、それ以上技の成長が出来ない。

### とくせい
とくせい（特性）は基本的に『ブラック・ホワイト』に準拠しているが、一部のものは効果が変更されている。今作では、本編ゲームで2種類の特性を持つポケモンも本編同様どちらか一方の特性を持つ。

### チームスキル
今作では、かしこさが「チームスキル」としてメンバー全員で共用される。チームスキルはダンジョン内で手に入る「たからばこ」の中身になっている。

### ダンジョン脱出後の措置
リーダー（パートナーも対象になる場合がある）が倒された場合は道具をいくつか喪失し冒険失敗となる。なお、ダンジョンによっては、道具を全て失う場合もある。また、道具が少なかった場合は、道具がなくならないダンジョンも存在する。『空の探検隊』では所持ポケの半分を喪失していたが、今作でも同じ。ストーリーでは、リーダー、パートナー以外の倒されたメンバーで、エンディング後では、リーダー以外の倒されたメンバーがチームから外れ、管理所に送られる。なお、仲間モードの場合もリーダー以外の倒されたメンバーである。

### すれちがい通信
今作の「ともだちきゅうじょ」はすれちがい通信専用になっており、あらかじめ「すれちがいポスト」に「ふっかつのタネ」を入れておくことで、救助待ちになっているプレイヤーとすれ違ったときに自動的に救助されるようになっている。

### マグナゲート
3DSのカメラで日常に存在する丸いものを撮影すると、不思議のダンジョンの入り口である「マグナゲート」が出現する。一度発見したマグナゲートは16個まで保存して、何度でも攻略することができる。

## パラダイス施設

### 畑
目的の木の実が少なくなると増殖させるもの。
グレードアップすると、収穫できる数と、収穫までの日にちが早くなる。一つだけ、幸せの畑(幸せのタネを増やす畑)は、存在しない。

### ふしぎだま
通常より高くふしぎだまを買い取ってくれる。
値段は普段と同じ。
グレードアップすると、取り扱う量が増える。

### きのみだね
通常より高く種を買い取ってくれる。
値段は普段と同じ。
グレードアップすると、取り扱う量が増える。

### わきみちあんない
コロモリが担当している施設。
ダンジョンにあるわきみちをテレパシーで伝えてくれる。
グレードアップすると、鍵などが売られるようになる。

### ツンベアーホッケー
ツンベアーが担当している施設。
一回１００ポケでゲームができる。
ゲームの内容は、下画面に出て来る丸い物体を、タッチペンで穴に入れるだけのもの。
グレードアップはできない。

### ミュージックパラダイス
ストーリーを終えると、施設を建てられるようになる。
パラダイスのBGMを変更する施設である。
ただ、前作までみたいに、イヤホンをしたままゲーム機を閉じたときにBGMが聞けない。
パラダイスランクが上がると、聞ける音楽が増える。
グレードアップできない。

### お宝サルベージ
ポケモン世界で一日一回無料でゲームができるしせつ。
３DSの画面を傾けて、宝箱を拾うゲームとなっている。
あつめた箱は、すぐに開けてくれる。

### セレクトショップ
この施設は、店じまいをする唯一の施設である。
この施設の売り物の値段が無茶苦茶である。
グレードアップすると、取り扱う売り物が増える。

### そうこ☆スッキリ
預かり倉庫の余ったものと交換できる施設。
グレードアップすると、取り扱うものが増える。

### 技道場
ポケモンの世界で一日一回１００ポケで技を成長させる施設。
秘訣の書があれば、何回でも無料で成長させてくれる。
グレードアップすると、成長させる量が増える。

### 掘り当て屋
モグリューに話しかけると、店を開いてくれる。ただし、ほかの施設があれば壊さないといけないので考えないといけない。
ポケモン世界で1日1回、掘り当てる深さを10m、50m、100mの中から決め、掘り当ててくれる。ただし、深くなるほど値段が高くなる。掘り当てる道具は、進化させるためのものが多く、場合によってダンジョンを発見してくれる。
ただし、ダンジョンを発見すれば、新たに掘り当てることは出来ない。
ダンジョンは、レベル5の制限ダンジョンであり、進化させるためのものが拾いやすい。
ダンジョンに行った後、その施設は無くなる。
なお、掘り当てない日もある。

### くじ引き店
くじ引き券を使ってくじ引きをする施設。赤、青、黄色の三色から選ぶスピードくじ、ポケモン世界で1日1回100ポケで下画面に出でくるものをタッチペンで削るスクラッチくじ、商品券をあらかじめ買っておき、明日になると結果がわかる、商品くじの三つがある。
グレードアップすると、取り扱ってくれるくじが増えるし、商品も豪華になるものもある。

## 登場ポケモン
☆マークはこのシリーズが元ネタで、ポケモン超不思議のダンジョンで登場するもの。

### 主要キャラクター
主人公元々は人間だったが、「私達を助けてほしい」という何者かの声を聞き、ポケモンの姿になった。人間の世界からポケモンの世界へと落ちてきて気絶しているところを後のパートナーポケモンに発見される。
今作での主人公は「記憶喪失になっている」という明確な描写が存在せず、人間だった時のことを覚えているかのような演出がなされている。
ツタージャ・ポカブ・ミジュマル・ピカチュウ・キバゴの中から、冒頭で姿が誰に変わるかによって選ばれる。過去作のような主人公の性別選択は無く、ピカチュウの場合は尻尾の形がオスのものになる。一人称は「自分」。
パートナー
ポケモンになった主人公と最初に出会うポケモン。「ポケモンパラダイス」を作ることを夢見ている。家族がいないらしく、物心ついたときからずっと一匹で過ごしてきた為、心から信頼できる友達を探していた。一人称は男の子は「ボク」で、女の子は「ワタシ」で性別によって口調が異なる。
主人公候補から選ばれなかったポケモンのうち、プレイヤーの選択によって選ばれる。本作で唯一性別の概念が存在し（パートナー以外のNPCポケモンも主人公を除き、性別がある）、こちらも任意に選択できる。パートナーがピカチュウの場合には雄雌での尻尾の形の違いが反映される。パートナーは最初はポケモン名そのままで登場し、序盤のイベントを進行させるとニックネームを付けることができる。
エモンガ ☆
オス。ストーリーをある程度進めると仲間になるポケモン。一人称は「オレ」で、ノコッチと仲が良い。
作中、あることがきっかけでビリジオンのことを嫌っていたが、徐々に和解していく。
ノコッチ ☆
オス。エモンガと共に仲間になるポケモン。一人称は「僕」。気弱で臆病な性格だが、芯は強い。
ビリジオンに惚れている。
ビリジオン ☆
伝説の草ポケモン。ポケモン不信で自ら友達を作ることを拒んでいるが、根は優しい性格。ブラッキーとエーフィとは知り合い。
後に主人公達の仲間になることで、少しずつ改心していく。実は過去に友達だったケルディオから絶交の手紙を渡され(実際はムンナ達の魔の手が伸びるのを防ぐためだった。）ポケモン不信になっていた。ビリジオンに性別は無いが、過去作のセレビィやエムリット同様、性格やポジションはメス寄り。
ブラッキー ☆
オス。ダンジョン研究家。エーフィと共にエンターカードを開発した直後、ドクロッグとブニャットに追われ、エーフィとはぐれてしまう。その後もしばらく逃走していたが、宿場町で行き倒れになり、ハーデリアに発見される。真面目な性格で、抜け目がない。
エーフィ ☆
メス。ダンジョン研究家。ブラッキーと共にダンジョンの研究をしていた。ドウコクの谷にて主人公達に救出され、その後はブラッキーと共に主人公達の仲間となる。しっかり者だが、涙もろい所もある。
ケルディオ ☆
ビリジオンの友達。ビリジオンに絶交を言い渡す内容の手紙を送ったために、ビリジオンに不信感を植え付けてしまった。1匹でグレッシャーパレスにたどり着き氷触体の秘密を知ってしまった為、ムンナ達から仲間に誘われたが、破滅の未来に納得しない為追われるハメになった。ビリジオンに絶交の手紙を渡したのもビリジオンにムンナ達の魔の手が伸びるのを防ぐためだった。
ムンナ ☆
オス。夢を操ることができるポケモン。主人公に「ムンナがサザンドラに襲われている」という夢を見せ、主人公に助けを求めてきた。実はキュレムの配下で、上記の夢はムンナが作った嘘の夢である。巧妙な演技で主人公とパートナーをおびき寄せ、その後は部下と共に主人公達を始末しようとする。部下からはかなり慕われており、ムンナ自身も部下のことを信頼している。一人称は「ワタシ」。
サザンドラ ☆
主人公の夢の中に出てきたポケモン。ムンナの上記の夢によって、当初は主人公達に敵だと誤解されていたが、真実が明らかになった後は主人公達の手助けをする。正体はこの世に存在する生き物達の心が一つになった「命の声」。そのため、厳密に言えばポケモンではない。
明るくおしゃべりな性格で、「しししし」という笑い方をする。
キュレム ☆
伝説のドラゴンポケモン。強力な力を持ち、その能力はサザンドラをも一撃で粉々にする力を持つ。
予知能力を有しており、定められた未来を頑なに守る。負の感情が渦巻いている現在の世界をリセットし、新しい世界を生み出すことを目的としている。

### パラダイスのポケモン
ヌオー ☆
オス。パートナーにパラダイスを作るための土地を売ってくれたポケモン。後に「ヌオー管理所」という施設を開き、主人公達の手助けをしてくれる。見た目とは裏腹に正義感が強く、悪人にはまるで容赦しない。「～だぬ。」が口癖。
「GOD(ゴリゴリお仕置きだぬ)ヌオー」という肩書きを持っている。
マリルリ
依頼カウンターの管理人。
ドテッコツ ☆
オス。大工の仕事をしているポケモン。元は腕のいい大工だったが、建設中の事故が原因で背中を負傷し、それに伴って大工としての腕も落ちてしまう。それでも懸命に仕事を続けたが、ある出来事がきっかけで世の中に絶望し、その後はズルッグと組んで詐欺を行うようになる。
しかし、パートナーに自分の過去を承知の上で「家を建ててほしい」と懇願され、再び大工の仕事をすることを決意する。
後に店を開き、主人公達のパラダイス作りを手伝ってくれる。
ドッコラー ☆
オス。ドテッコツに師事している二匹組。一匹は丁寧な言葉遣いで話し、もう一匹はラフな口調で話す。二匹共にドテッコツを強く尊敬している。
ズルッグ ☆
オス。初登場時はスリを得意とする悪党だったポケモン。後にヌオーに懲らしめられ、「ズルッグわざっぐ」というポケモンの技を取り扱う店を開く。上記の理由から、ヌオーを恐れている。
ビクティニ ☆
年に一度、宿場町周辺にやってくるポケモン。「Vルーレット」という施設を開いている。Vウェーブと呼ばれる風の予報を見たり、Vルーレットを回し当たれば任意に変えることができる。ビクティ二に性別は無いが、一人称は「ボク」。

### 宿場町のポケモン
カクレオン☆
オス。「カクレオン商店」のオーナー。きのみやふしぎだま、わざマシンなどを売ったり買ったりできる。ちなみに、ダンジョンにもたまに店を開いている。
ラムパルド ☆
オス。「ハコわりや」のオーナー。ダンジョン内で拾えるハコを150ポケで宝箱に頭突きをして開けてくれる。豪快な性格だが、片思いしているチラチーノになかなか告白できないなどシャイな一面も。
チラチーノ ☆
メス。「ギフトショップ」のオーナー。ダンジョン内の特定の敵ポケモンの好みそうなものであれば、必ず仲間にできる「ギフト」を取り扱っている(仲間に出来ないダンジョンを除く)。ラムパルドに好意を寄せられているが、本人は気づいていない模様。いつもポジティブ思考なポケモンである。
スワンナ ☆
メス。宿場町の宿「スワンナハウス」のオーナー。宿場町のポケモンからは「ママさん」と呼ばれている。彼女の作る料理は非常に評判が良い。
デスカーン ☆
オス。「金塊交換所ゴールドゴージャス」のオーナー。ダンジョン内や宝箱の中身で拾えるきんかいを、お金や道具と交換してくれる。ただし、お金や道具から金塊に変えることはできない。老人のような話し方をし、「ヒェッヒェッヒェ」という笑い方が特徴。
ハーデリア ☆
オス。宿場町では最年長のポケモン。孫にヨーテリーがいる。
ヨーテリー ☆
オス。ハーデリアの孫。クルマユとは大の仲良しで、よく一緒に遊んでいる。
ハハコモリ ☆
メス。クルマユの母親。おっとりした性格で、クルマユやヨーテリーを温かく見守っている。
クルマユ ☆
オス。ハハコモリの息子。誰にも内緒でハハコモリへの誕生日プレゼントを探しに行くなど、母親想い。
コアルヒー・ワシボン・ミネズミ
オス。いつも宿場町にいるポケモン達。「スワンナハウス」にいることが多い。
ダンゴロ
オス。時折宿場町にやって来るポケモン。石が好きで、珍しい石を探し求めている。

### 敵ポケモン
コマタナ兄弟
オス。悪党2人組。手下にデンチュラとフシデが2体ずついる。ノコッチの思いに漬け込み、金品を巻き上げようとした。
ゴルーグ
大氷河の奥に突如現れたポケモン。
フリージオ
ゴルーグと共に現れたポケモン。2体登場した。
ドクロッグ☆
オス。ムンナの部下。ギガイアスにぶつかったり、やられ役を任されたりと、損な役回りが多い。語尾に「～ログ。」を付ける。
ブニャット
メス。ムンナの部下。一人称は「アタイ」。とても気が強く、語尾に「～ニャット。」を付ける。
ドリュウズ・ギガイアス☆・シャンデラ
ムンナの部下。それぞれ複数体いる。
ボーマンダ
ムンナの部下。作中、咆哮するのみでまともな台詞は無い。

### その他のポケモン
ヤナップ・バオップ・ヒヤップ
オス。時々宿場町にやってくる冒険チーム。
メグロコ
オス。時々宿場町にいるポケモン。あまのじゃくで、常に自分が思っていることと反対のことを言う。
ヤブクロン☆
オス。宿場町を気に入り、その後は定期的に町に来るようになる。不衛生な場所を求めて冒険している。
コジョフー
己を鍛えながら旅をしている格闘ポケモン。
イシズマイ☆
元は宿場町にいたポケモンだが、マイホーム（背負っている石）が壊れかけたため、家を探す旅に出る。
イワパレス☆
イシズマイが旅先で出会ったポケモン。

## 世界設定
本作の舞台はポケモンだけが暮らす世界であり、人間はおとぎ話の中だけの存在と思われている。

## 用語
わくわく冒険協会
冒険チームを支援する機関。パートナー曰く「名前は妙だけどちゃんとした組織」。メンバーが4匹以上揃えば、専用の用紙を書いて本部に送ることで、正式なチームとして認められる。
協会には厳しい規則が存在し、それが守れないようならば、そのチームは強制解散させられる。
宿場町
旅をしているポケモン達の憩いの場として作られた街。ほとんどのポケモンは「スワンナの宿」に宿泊している。
街の北方にある丘では、ごく稀に蜃気楼が見られる。
パラダイス
主人公とパートナーの家の北方にある土地。最初は荒れ果てているが、土地を開拓したり、様々な施設を建てることで充実化していく。
パートナーはこのパラダイスを完成させることを夢見ている。
マグナゲート
ブラッキーとエーフィが開発したエンターカードによって発生する「ダンジョンへの入り口」。赤い光が渦を巻いたような形状で出現し、渦の中心に乗ることで、遠く離れたダンジョンに行けるようになる。ゲートは一定時間が経つと消えるが、地表にはマグナゲートの跡が残る。
エンターカード
ブラッキーとエーフィが開発したカード。全部で4枚あり、そのうちの2枚には太陽の絵が、もう2枚には月の絵が描かれている。
4枚のカードをある一定の組み合わせで並べ、地脈と呼ばれる大地のエネルギーを操ることでマグナゲートを発生させられる。
フリズム
青い小さな壺のような形状の道具。上部の穴に向かって声を発すると、中が凍結し、白くなるが、温めて内部の氷を溶かすと色が戻り、先程吹き込んだ声が再生されるという、人間で言うボイスレコーダーのようなもの。ある場所でしか手に入らないとても貴重なものだが、形はそれぞれ微妙に違っている。
氷触体
本作のオリジナルキャラクター。ポケモン達の負の感情が生み出した、巨大な氷の結晶。この物体からは負のエネルギーが溢れ出ており、ポケモンが近づくと息もできない苦しさに襲われるが、人間には通用しない（しかし、負のエネルギーが強まると、人間にも効くことがある）。
物体を浮遊させる力があり、氷触体が完全に動き出せば、世界は滅亡する。そのため、キュレムは世界が滅びることを承知の上で氷触体を守り通してきた。
グレッシャーパレス
氷でできた巨大な塔。
その頂上には氷触体があり、氷触体に近づいたポケモンは息もできない苦しさに襲われる。そのため、グレッシャーパレスにはキュレムがおり更にグレッシャーパレスは氷山に見える巨大な氷の壁で覆われているため厳重に守られている。
しかし、氷触体の力が強くなりグレッシャーパレス自体が浮遊するようになると氷の壁は壊れてグレッシャーパレスは空に浮かんでしまう。
これは世界が滅びる前兆なので、主人公達はケルディオが開発しブラッキーとエーフィが氷山の跡を調べて見つけた空中を渡る特殊なエンターカードを使いグレッシャーパレスに向かい氷触体を破壊した。
しかし、氷触体を破壊するとグレッシャーパレスも崩れ落ちてしまうため、主人公達も気を失ってしまうがキュレムに助けられ街道の交差点で意識を戻し無事に帰還した。

## スペシャルムービー
『ポケモン不思議のダンジョン マグナゲートと∞迷宮』の紹介スペシャルムービー。

### キャスト
- ピカチュウ - 釘宮理恵
- ミジュマル - 小清水亜美
- ブラッキー - 鳥海浩輔
- エーフィ - 野中藍
- ビリジオン - 西墻由香
- ノコッチ - 古島清孝
- マリルリ - 安野希世乃
- キュレム - 前田弘喜
- ムンナ - 佐藤恵
- ゴチルゼル - 藤堂真衣
- ナレーション - 津田健次郎

### スタッフ
- 制作 - OLM TEAM KATO